# Ouzbékistan aux Jeux olympiques d'été de 2024
L'Ouzbékistan participe aux Jeux olympiques de 2024 à Paris. Il s'agit de sa 8e participation à des Jeux olympiques d'été.
Le boxeur Abdumalik Khalokov (en) et l'escrimeuse Zaynab Dayibekova sont nommés porte-drapeaux de la délégation en juillet 2024.
La délégation ouzbèke réalise les meilleurs résultats de son histoire olympique, avec 13 médailles dont 8 en or, ce qui la classe au 13e rang du tableau des médailles. Ses meilleurs résultats précédents, à Rio en 2016, étaient une 21e place avec 13 médailles dont 4 en or.

## Nombre d’athlètes qualifiés par sport
Voici la liste des qualifiés et sélectionnés ouzbeks par sport (remplaçants compris) :
| Sport                                            | Hommes | Femmes | Total |
| ------------------------------------------------ | ------ | ------ | ----- |
| Athlétisme                                       | 2      | 3      | 5     |
| Aviron                                           | 2      | 1      | 3     |
| Boxe                                             | 7      | 4      | 11    |
| Canoë-kayak                                      | 1      | 2      | 3     |
| Cyclisme                                         | 1      | 2      | 3     |
| Escrime                                          | 0      | 1      | 1     |
| Football                                         | 18     | 0      | 18    |
| Gymnastique                                      | 3      | 6      | 9     |
| Haltérophilie                                    | 1      | 2      | 3     |
| Judo                                             | 7      | 5      | 12    |
| Lutte                                            | 6      | 1      | 7     |
| Sports aquatiques • Natation sportive • Plongeon | 1 1    | 1 0    | 2 1   |
| Pentathlon moderne                               | 0      | 1      | 1     |
| Taekwondo                                        | 3      | 2      | 5     |
| Tir à l'arc                                      | 1      | 1      | 2     |
| Total                                            | 54     | 32     | 86    |

## Bilan général
| Sport         | Médaille d'or, Jeux olympiques | Médaille d'argent, Jeux olympiques | Médaille de bronze, Jeux olympiques | Total | Rang pays |
| ------------- | ------------------------------ | ---------------------------------- | ----------------------------------- | ----- | --------- |
| Boxe          | 5                              | 0                                  | 0                                   | 5     |           |
| Haltérophilie | 0                              | 1                                  | 0                                   | 1     |           |
| Judo          | 1                              | 0                                  | 2                                   | 3     |           |
| Lutte         | 1                              | 0                                  | 1                                   | 2     |           |
| Taekwondo     | 1                              | 1                                  | 0                                   | 2     |           |
| Total         | 8                              | 2                                  | 3                                   | 13    |           |

| Jour       | Médaille d'or, Jeux olympiques | Médaille d'argent, Jeux olympiques | Médaille de bronze, Jeux olympiques | Total |
| ---------- | ------------------------------ | ---------------------------------- | ----------------------------------- | ----- |
| 26 juillet | 0                              | 0                                  | 0                                   | 0     |
| 27 juillet | 0                              | 0                                  | 0                                   | 0     |
| 28 juillet | 1                              | 0                                  | 0                                   | 1     |
| 29 juillet | 0                              | 0                                  | 0                                   | 0     |
| 30 juillet | 0                              | 0                                  | 0                                   | 0     |
| 31 juillet | 0                              | 0                                  | 0                                   | 0     |
| 1er août   | 0                              | 0                                  | 1                                   | 1     |
| 2 août     | 0                              | 0                                  | 1                                   | 1     |
| 3 août     | 0                              | 0                                  | 0                                   | 0     |
| 4 août     | 0                              | 0                                  | 0                                   | 0     |
| 5 août     | 0                              | 0                                  | 0                                   | 0     |
| 6 août     | 0                              | 0                                  | 0                                   | 0     |
| 7 août     | 0                              | 0                                  | 0                                   | 0     |
| 8 août     | 2                              | 0                                  | 0                                   | 0     |
| 9 août     | 2                              | 0                                  | 1                                   | 3     |
| 10 août    | 3                              | 2                                  | 0                                   | 5     |
| 11 août    | 0                              | 0                                  | 0                                   | 0     |
| Total      | 8                              | 2                                  | 3                                   | 13    |

| Sexe   | Médaille d'or, Jeux olympiques | Médaille d'argent, Jeux olympiques | Médaille de bronze, Jeux olympiques | Total |
| ------ | ------------------------------ | ---------------------------------- | ----------------------------------- | ----- |
| Hommes | 7                              | 1                                  | 3                                   | 11    |
| Femmes | 1                              | 1                                  | 0                                   | 2     |
| Mixte  | 0                              | 0                                  | 0                                   | 0     |
| Total  | 8                              | 2                                  | 3                                   | 13    |

## Médaillés
Légende
- Hommes
- Femmes
- Mixte

### Médailles d'or
| Sport     | Discipline / Épreuve        | Discipline / Épreuve  | Athlète(s)              | Performance                         | Date         |
| --------- | --------------------------- | --------------------- | ----------------------- | ----------------------------------- | ------------ |
| Boxe      | Poids mouches (-51 kg)      | Compétition masculine | Hasanboy Dusmatov       | 5 - 0 contre Billal Bennama         | 8 août 2024  |
| Boxe      | Poids welters (-71 kg)      | Compétition masculine | Asadkhuja Muydinkhujaev | 5 - 0 contre Marco Verde            | 9 août 2024  |
| Boxe      | Poids lourds (-92 kg)       | Compétition masculine | Lazizbek Mullojonov     | 5 - 0 contre Loren Alfonso          | 9 août 2024  |
| Boxe      | Poids plumes (-57 kg)       | Compétition masculine | Abdumalik Khalokov      | 5 - 0 contre Munarbek Seiitbek Uulu | 10 août 2024 |
| Boxe      | Poids super-lourds (+92 kg) | Compétition masculine | Bakhodir Jalolov        | 5 - 0 contre Ayoub Ghadfa           | 10 août 2024 |
| Judo      | Moins de 52 kg              | Compétition féminine  | Diyora Keldiyorova      | 01 - 00 contre Distria Krasniqi     | 28 juillet   |
| Taekwondo | Moins de 68 kg              | Compétition masculine | Ulugbek Rashitov        | 6 - 4, 5 - 1 contre Zaid Kareem     | 8 août 2024  |
| Lutte     | Moins de 74 kg              | Compétition masculine | Razambek Zhamalov       | 5 - 0 contre Daichi Takatani        | 10 août 2024 |

### Médailles d'argent
| Sport         | Discipline / Épreuve | Discipline / Épreuve  | Athlète(s)       | Performance                | Date         |
| ------------- | -------------------- | --------------------- | ---------------- | -------------------------- | ------------ |
| Taekwondo     | Plus de 67 kg        | Compétition féminine  | Svetlana Osipova | 1 - 2 contre Althéa Laurin | 10 août 2024 |
| Haltérophilie | Moins de 102 kg      | Compétition masculine | Akbar Djuraev    | 404 kg                     | 10 août 2024 |

### Médailles de bronze
| Sport | Discipline / Épreuve | Discipline / Épreuve  | Athlète(s)            | Performance                            | Date        |
| ----- | -------------------- | --------------------- | --------------------- | -------------------------------------- | ----------- |
| Judo  | Moins de 100 kg      | Compétition masculine | Muzaffarbek Turoboyev | 10 - 00 contre Nikoloz Sherazadishvili | 1er août    |
| Judo  | Plus de 100 kg       | Compétition masculine | Alisher Yusupov       | 11 - 00 contre Tatsuru Saito           | 2 août 2024 |
| Lutte | Moins de 57 kg       | Compétition masculine | Gulomjon Abdullaev    | 14 - 4 contre Spencer Lee              | 9 août 2024 |

## Résultats

### Athlétisme

#### Hommes
| Athlète            | Épreuve  | Premier tour (ou tour préliminaire) | Premier tour (ou tour préliminaire) | Repêchage (ou premier tour) | Repêchage (ou premier tour) | Demi-finale | Demi-finale | Finale | Finale |
| Athlète            | Épreuve  | Temps                               | Rang                                | Temps                       | Rang                        | Temps       | Rang        | Temps  | Rang   |
| ------------------ | -------- | ----------------------------------- | ----------------------------------- | --------------------------- | --------------------------- | ----------- | ----------- | ------ | ------ |
| Shokhrukh Davlatov | Marathon | Non disputé                         | Non disputé                         | Non disputé                 | Non disputé                 | Non disputé | Non disputé | NPT    | NPT    |

| Athlète       | Épreuve          | Qualification | Qualification | Finale      | Finale  |
| Athlète       | Épreuve          | Performance   | Rang          | Performance | Rang    |
| ------------- | ---------------- | ------------- | ------------- | ----------- | ------- |
| Anvar Anvarov | Saut en longueur | 7,77 m        | 20e           | Éliminé     | Éliminé |

#### Femmes
| Athlète            | Épreuve         | Qualification | Qualification | Finale      | Finale  |
| Athlète            | Épreuve         | Performance   | Rang          | Performance | Rang    |
| ------------------ | --------------- | ------------- | ------------- | ----------- | ------- |
| Safina Sadullayeva | Saut en hauteur | 1,95 m        | 5e            | 1,95 m      | 7e      |
| Sharifa Davronova  | Triple saut     | 13,74 m       | 23e           | Éliminé     | Éliminé |

### Aviron
| Athlètes                              | Compétition                | Série         | Série | Repêchage     | Repêchage | Demi-finale | Demi-finale | Finale                 | Finale |
| Athlètes                              | Compétition                | Temps         | Rang  | Temps         | Rang      | Temps       | Rang        | Temps                  | Rang   |
| ------------------------------------- | -------------------------- | ------------- | ----- | ------------- | --------- | ----------- | ----------- | ---------------------- | ------ |
| Shakhzod Nurmatov Sobirjon Safaroliev | Deux de couple poids léger | 6 min 56 s 57 | 5e    | 6 min 50 s 61 | 4e        | Non disputé | Non disputé | Finale C 6 min 31 s 33 | 4e     |

| Athlète       | Compétition | Série         | Série | Repêchage | Repêchage | Quart de finale | Quart de finale | Demi-finale   | Demi-finale | Finale                 | Finale |
| Athlète       | Compétition | Temps         | Rang  | Temps     | Rang      | Temps           | Rang            | Temps         | Rang        | Temps                  | Rang   |
| ------------- | ----------- | ------------- | ----- | --------- | --------- | --------------- | --------------- | ------------- | ----------- | ---------------------- | ------ |
| Anna Prakaten | Skiff       | 7 min 37 s 80 | 2e    | Exemptée  | Exemptée  | 7 min 35 s 91   | 2e              | 7 min 29 s 28 | 4e          | Finale B 7 min 33 s 57 | 5e     |

### Boxe
| Athlète                 | Catégorie                   | 16e de finale       | 8e de finale             | Quart de finale        | Demi-finale         | Finale                    | Rang                           |
| Athlète                 | Catégorie                   | Adversaire Résultat | Adversaire Résultat      | Adversaire Résultat    | Adversaire Résultat | Adversaire Résultat       | Rang                           |
| ----------------------- | --------------------------- | ------------------- | ------------------------ | ---------------------- | ------------------- | ------------------------- | ------------------------------ |
| Hasanboy Dusmatov       | Poids mouches (-51 kg)      | Non disputé         | Lopez de Jesus V 5 - 0   | Bibossinov V 3 - 2     | de Pina V 5 - 0     | Bennama V 5 - 0           | Médaille d'or, Jeux olympiques |
| Abdumalik Khalokov      | Poids plumes (-57 kg)       | Non disuputé        | Ibrahim V 5 - 0          | Quiles Brotons V 5 - 0 | Senior V 5 - 0      | Seiitbek Uulu V 5 - 0     | Médaille d'or, Jeux olympiques |
| Ruslan Abdullaev        | Poids légers (-63,5 kg)     | Non disputé         | Martinez Ramirez V 5 - 0 | Sanford D 1 - 4        | Éliminé             | Éliminé                   | 5e                             |
| Asadkhuja Muydinkhujaev | Poids welters (-71 kg)      | Non disuputé        | Elawady V 5 - 0          | Terteryan V 5 - 0      | Jones V 3 - 2       | Verde Alvarez V 5 - 0     | Médaille d'or, Jeux olympiques |
| Turabek Khabibullaev    | Poids mi-lourds (-80 kg)    | Non disputé         | Marcial V 5 - 0          | Lopez Cardona D 2 - 3  | Éliminé             | Éliminé                   | 5e                             |
| Lazizbek Mullojonov     | Poids lourds (-92 kg)       | Non disputé         | Mouhiidine V 4 - 1       | Machado V 5 - 0        | Boltaev V 4 - 1     | Alfonso Dominguez V 5 - 0 | Médaille d'or, Jeux olympiques |
| Bakhodir Jalolov        | Poids super-lourds (+92 kg) | Non disputé         | Shiha V 5 - 0            | Teremoana V 5 - 0      | Tiafack V 5 - 0     | Ghadfa Drissi V 5 - 0     | Médaille d'or, Jeux olympiques |

| Athlète             | Catégorie              | 16e de finale       | 8e de finale        | Quart de finale     | Demi-finale         | Finale              | Rang |
| Athlète             | Catégorie              | Adversaire Résultat | Adversaire Résultat | Adversaire Résultat | Adversaire Résultat | Adversaire Résultat | Rang |
| ------------------- | ---------------------- | ------------------- | ------------------- | ------------------- | ------------------- | ------------------- | ---- |
| Sabina Bobokulova   | Poids mouches (-50 kg) | Non disputé         | Raksat D 0 - 5      | Éliminée            | Éliminée            | Éliminée            | 9e   |
| Nigina Uktamova     | Poids coqs (-54 kg)    | Ayyad V WO          | Chol-mi D 0 - 5     | Éliminée            | Éliminée            | Éliminée            | 9e   |
| Sitora Turdibekova  | Poids plumes (-57 kg)  | Sakobi V 3 - 2      | Lin Yu-ting D 0 - 5 | Éliminée            | Éliminée            | Éliminée            | 9e   |
| Navbakhor Khamidova | Poids welters (-66 kg) | Non disputé         | McCane V 3 - 2      | Nien-chin D 0 - 5   | Éliminée            | Éliminée            | 5e   |

### Canoë-kayak

#### Course en ligne
| Athlète              | Compétition | Séries        | Séries | Quarts de finale | Quarts de finale | Demi-finale | Demi-finale | Finales A, B, C | Finales A, B, C |
| Athlète              | Compétition | Temps         | Rang   | Temps            | Rang             | Temps       | Rang        | Temps           | Rang            |
| -------------------- | ----------- | ------------- | ------ | ---------------- | ---------------- | ----------- | ----------- | --------------- | --------------- |
| Shakhriyor Makhkamov | K1 1 000 m  | 3 min 40 s 25 | 3e     | 3 min 35 s 43    | 3e               | Éliminé     | Éliminé     | Éliminé         | Éliminé         |

| Athlète           | Compétition | Séries        | Séries | Quarts de finale | Quarts de finale | Demi-finale | Demi-finale | Finales A, B, C | Finales A, B, C |
| Athlète           | Compétition | Temps         | Rang   | Temps            | Rang             | Temps       | Rang        | Temps           | Rang            |
| ----------------- | ----------- | ------------- | ------ | ---------------- | ---------------- | ----------- | ----------- | --------------- | --------------- |
| Nilufar Zokirova  | C1 200 m    | 48 s 98       | 3e     | 48 s 47          | 3e               | Éliminée    | Éliminée    | Éliminée        | Éliminée        |
| Ekaterina Shubina | K1 500 m    | 1 min 58 s 37 | 6e     | 1 min 54 s 63    | 6e               | Éliminée    | Éliminée    | Éliminée        | Éliminée        |

### Cyclisme

#### Route
| Athlète         | Compétition     | Temps | Rang |
| --------------- | --------------- | ----- | ---- |
| Nikita Tsvetkov | Course en ligne | NPT   | -    |

| Athlète           | Compétition      | Temps           | Rang |
| ----------------- | ---------------- | --------------- | ---- |
| Yanina Kuskova    | Course en ligne  | 4 h 7 min 16 s  | 51e  |
| Olga Zabelinskaïa | Course en ligne  | 4 h 10 min 47 s | 70e  |
| Olga Zabelinskaïa | Contre-la-montre | 43 min 53 s 51  | 23e  |

### Escrime
| Athlète           | Compétition      | 32e de finale       | 16e de finale       | 8e de finale        | Quarts de finale    | Demi-finale         | Finale              | Rang |
| Athlète           | Compétition      | Adversaire Résultat | Adversaire Résultat | Adversaire Résultat | Adversaire Résultat | Adversaire Résultat | Adversaire Résultat | Rang |
| ----------------- | ---------------- | ------------------- | ------------------- | ------------------- | ------------------- | ------------------- | ------------------- | ---- |
| Zaynab Dayibekova | Sabre individuel | Yoon D 11 - 15      | Éliminée            | Éliminée            | Éliminée            | Éliminée            | Éliminée            | 24e  |

### Football
| Épreuve          | Premier tour          | Premier tour         | Premier tour                            | Premier tour | Quart de finale     | Demi-finale         | Finale / MB         | Rang |
| Épreuve          | Adversaire Résultat   | Adversaire Résultat  | Adversaire Résultat                     | Rang         | Adversaire Résultat | Adversaire Résultat | Adversaire Résultat | Rang |
| ---------------- | --------------------- | -------------------- | --------------------------------------- | ------------ | ------------------- | ------------------- | ------------------- | ---- |
| Tournoi masculin | Espagne Défaite 1 - 2 | Égypte Défaite 0 - 1 | République dominicaine (en) Nulle 1 - 1 | 4e           | Éliminé             | Éliminé             | Éliminé             | 13e  |

Équipe masculine de football :
- 1	- Abduvohid Nematov : Gardien
- 2	- Saidazamat Mirsaidov : Défenseur
- 3	- Abdukodir Khusanov : Défenseur
- 4	- Husniddin Aliqulov : Défenseur
- 5	- Mukhammadkodir Khamraliev : Défenseur
- 6	- Ibrokhimkhalil Yuldoshev : Défenseur
- 7	- Abbosbek Fayzullaev : Attaquant
- 8	- Ruslanbek Jiyanov : Attaquant
- 9	- Khusayin Norchaev : Attaquant
- 10 - Jasurbek Jaloliddinov : Milieu de terrain
- 11 - Oston Urunov : Attaquant
- 12 - Vladimir Nazarov : Gardien
- 13 - Zafarmurod Abdurakhmatov : Défenseur
- 14 - Eldor Shomurodov  : Attaquant
- 15 - Umarali Rakhmonaliev : Milieu de terrain
- 16 - Asadbek Rakhimjonov : Défenseur
- 17 - Diyor Kholmatov : Milieu de terrain
- 18 - Abdurauf Buriev : Milieu de terrain
- 19 - Ibrokhim Ibrokhimov : Milieu de terrain
- 20 - Alisher Odilov : Attaquant
- 21 - Bekhruz Askarov : Milieu de terrain

### Gymnastique

#### Gymnastique artistique
| Athlète               | Compétition       | Qualifications | Qualifications | Qualifications | Qualifications | Qualifications    | Qualifications | Qualifications | Qualifications | Finale  | Finale         | Finale  | Finale  | Finale            | Finale     | Finale  | Finale  |
| Athlète               | Compétition       | Agrès          | Agrès          | Agrès          | Agrès          | Agrès             | Agrès          | Total          | Rang           | Agrès   | Agrès          | Agrès   | Agrès   | Agrès             | Agrès      | Total   | Rang    |
| Athlète               | Compétition       | Sol            | Cheval d'arçon | Anneaux        | Saut           | Barres parallèles | Barre fixe     | Total          | Rang           | Sol     | Cheval d'arçon | Anneaux | Saut    | Barres parallèles | Barre fixe | Total   | Rang    |
| --------------------- | ----------------- | -------------- | -------------- | -------------- | -------------- | ----------------- | -------------- | -------------- | -------------- | ------- | -------------- | ------- | ------- | ----------------- | ---------- | ------- | ------- |
| Rasuljon Abdurakhimov | Barres parallèles | -              | -              | -              | -              | 14,466            | -              | -              | 22e            | Éliminé | Éliminé        | Éliminé | Éliminé | Éliminé           | Éliminé    | Éliminé | Éliminé |
| Abdulla Azimov        | Concours général  | 12,966         | 14,400         | 12,166         | 13,866         | 13,766            | 12,800         | 79,964         | 28e            | Éliminé | Éliminé        | Éliminé | Éliminé | Éliminé           | Éliminé    | Éliminé | Éliminé |
| Khabibullo Ergashev   | Concours général  | 13,100         | 13,833         | 12,466         | 12,900         | 13,733            | 12,466         | 78,498         | 41e            | Éliminé | Éliminé        | Éliminé | Éliminé | Éliminé           | Éliminé    | Éliminé | Éliminé |

#### Gymnastique rythmique
| Athlète           | Qualification | Qualification | Qualification | Qualification | Qualification | Qualification | Finale   | Finale   | Finale   | Finale   | Finale   | Finale   |
| Athlète           |               |               |               |               | Total         | Rang          |          |          |          |          | Total    | Rang     |
| ----------------- | ------------- | ------------- | ------------- | ------------- | ------------- | ------------- | -------- | -------- | -------- | -------- | -------- | -------- |
| Takhmina Ikromova | 31,700        | 32,350        | 30,350        | 32,000        | 126,400       | 14e           | Éliminée | Éliminée | Éliminée | Éliminée | Éliminée | Éliminée |

| Athlètes                                                                                          | Qualification | Qualification | Qualification | Qualification | Finale | Finale | Finale | Finale |
| Athlètes                                                                                          | 5             | 3 + 2         | Total         | Rang          | 5      | 3 + 2  | Total  | Rang   |
| ------------------------------------------------------------------------------------------------- | ------------- | ------------- | ------------- | ------------- | ------ | ------ | ------ | ------ |
| Amaliya Mamedova Irodakhon Sadikova Shakhzoda Ibragimova Evelina Atalyants Mumtozabonu Iskhokzoda | 33,550        | 30,450        | 64,000        | 7e            | 34,050 | 30,450 | 64,500 | 8e     |

### Haltérophilie
| Athlète       | Catégorie      | Arraché  | Arraché | Épaulé-jeté | Épaulé-jeté | Total  | Rang                               |
| Athlète       | Catégorie      | Résultat | Rang    | Résultat    | Rang        | Total  | Rang                               |
| ------------- | -------------- | -------- | ------- | ----------- | ----------- | ------ | ---------------------------------- |
| Akbar Djuraev | Plus de 102 kg | 185 kg   | 3e      | 219 kg      | 2e          | 404 kg | Médaille d'argent, Jeux olympiques |

| Athlète            | Catégorie      | Arraché  | Arraché | Épaulé-jeté | Épaulé-jeté | Total  | Rang |
| Athlète            | Catégorie      | Résultat | Rang    | Résultat    | Rang        | Total  | Rang |
| ------------------ | -------------- | -------- | ------- | ----------- | ----------- | ------ | ---- |
| Rigina Adashbaeva  | Moins de 81 kg | 105 kg   | 6e      | 131 kg      | 8e          | 236 kg | 8e   |
| Tursunoy Jabborova | Plus de 81 kg  | 118 kg   | 7e      | 133 kg      | 12e         | 251 kg | 10e  |

### Judo
| Athlète               | Catégorie       | 16e de finale       | 8e de finale        | Quart de finale     | Demi-finale         | Repêchage             | Finale / CB                     | Rang                                |
| Athlète               | Catégorie       | Adversaire Résultat | Adversaire Résultat | Adversaire Résultat | Adversaire Résultat | Adversaire Résultat   | Adversaire Résultat             | Rang                                |
| --------------------- | --------------- | ------------------- | ------------------- | ------------------- | ------------------- | --------------------- | ------------------------------- | ----------------------------------- |
| Doston Ruziev         | Moins de 60 kg  | Khalmatov D 0 - 1   | Éliminé             | Éliminé             | Éliminé             | Éliminé               | Éliminé                         | 17e                                 |
| Sardor Nurillaev      | Moins de 66 kg  | Lima D 0 - 1        | Éliminé             | Éliminé             | Éliminé             | Éliminé               | Éliminé                         | 17e                                 |
| Murodjon Yuldoshev    | Moins de 73 kg  | Shamshayev V 10 - 0 | Osmanov D 0 - 10    | Éliminé             | Éliminé             | Éliminé               | Éliminé                         | 9e                                  |
| Sharofiddin Boltaboev | Moins de 81 kg  | Sehen V 10 - 0      | Djalo V 10 - 0      | Joonhwan D 0 - 10   | Non disputé         | Makhmadbekov D 0 - 10 | Éliminé                         | 7e                                  |
| Davlat Bobonov        | Moins de 90 kg  | Grigorian D 0 - 10  | Éliminé             | Éliminé             | Éliminé             | Éliminé               | Éliminé                         | 17e                                 |
| Muzaffarbek Turoboyev | Moins de 100 kg | Non disputé         | Sharkhan V 11 - 1   | Korrel V 11 - 0     | Kotsoiev D 0 - 1    | Exempté               | Sherazadishvili Victoire 10 - 0 | Médaille de bronze, Jeux olympiques |
| Alisher Yusupov       | Plus de 100 kg  | Non disputé         | Fizel V 10 - 0      | Rakhimov D 1 - 11   | Non disputé         | Tushishvili V 10 - 0  | Saito V 11 - 0                  | Médaille de bronze, Jeux olympiques |

| Athlète              | Catégorie      | 16e de finale       | 8e de finale               | Quart de finale     | Demi-finale         | Repêchage           | Finale / CB         | Rang                           |
| Athlète              | Catégorie      | Adversaire Résultat | Adversaire Résultat        | Adversaire Résultat | Adversaire Résultat | Adversaire Résultat | Adversaire Résultat | Rang                           |
| -------------------- | -------------- | ------------------- | -------------------------- | ------------------- | ------------------- | ------------------- | ------------------- | ------------------------------ |
| Khalimajon Kurbonova | Moins de 48 kg | Aliyeva V 1 - 0     | Babulfath D 0 - 10         | Éliminée            | Éliminée            | Éliminée            | Éliminée            | 9e                             |
| Diyora Keldiyorova   | Moins de 52 kg | Non disputé         | Abe V 10 - 1               | Ballhaus V 10 - 0   | Buchard V 1 - 0     | Exemptée            | Krasniqi V 1 - 0    | Médaille d'or, Jeux olympiques |
| Shukurjon Aminova    | Moins de 57 kg | Dabonné V 10 - 0    | Eteri Liparteliani D 0 - 1 | Éliminée            | Éliminée            | Éliminée            | Éliminée            | 9e                             |
| Gulnoza Matniyazova  | Moins de 70 kg | Song Hui V 10 - 0   | Niizoe D 0 - 10            | Éliminée            | Éliminée            | Éliminée            | Éliminée            | 9e                             |
| Iriskhon Kurbanbaeva | Moins de 78 kg | Non disputé         | Takayama D 0 - 10          | Éliminée            | Éliminée            | Éliminée            | Éliminée            | 9e                             |

| Athlètes | 8e de finale        | Quart de finale     | Demi-finale         | Repêchage            | Finale / CB         | Rang |
| Athlètes | Adversaire Résultat | Adversaire Résultat | Adversaire Résultat | Adversaire Résultat  | Adversaire Résultat | Rang |
| --- | ------------------- | ------------------- | ------------------- | -------------------- | ------------------- | ---- |
| Shukurjon Aminova Diyora Keldiyorova Khalimajon Kurbonova Gulnoza Matniyazova Iriskhon Kurbanbaeva Sardor Nurillaev Doston Ruziev Murodjon Yuldoshev Davlat Bobonov Sharofiddin Boltaboev Muzaffarbek Turoboyev Alisher Yusupov | Canada V 4 - 0      | Italie D 2 - 4      | Non disputé         | Corée du Sud D 2 - 4 | Éliminés            | 7e   |

### Lutte
| Athlète            | Catégorie      | Qualification          | 8e de finale        | Quart de finale      | Demi-finale         | Repêchage           | Finale / CB         | Rang                                |
| Athlète            | Catégorie      | Adversaire Résultat    | Adversaire Résultat | Adversaire Résultat  | Adversaire Résultat | Adversaire Résultat | Adversaire Résultat | Rang                                |
| ------------------ | -------------- | ---------------------- | ------------------- | -------------------- | ------------------- | ------------------- | ------------------- | ----------------------------------- |
| Gulomjon Abdullaev | Moins de 57 kg | Non disputé            | Rzazade V 11 - 4    | Harutyunyan V 12 - 5 | Lee D 4 - 14        | Exempté             | Almaz Uulu V 5 - 1  | Médaille de bronze, Jeux olympiques |
| Razambek Jamalov   | Moins de 74 kg | Kaszimahamadau V 8 - 0 | Salkazanov V 11 - 3 | Valiev V 6 - 5       | Rassadin V 8 - 2    | Exempté             | Takatani V 5 - 0    | Médaille d'or, Jeux olympiques      |
| Javrail Shapiev    | Moins de 86 kg | Non disputé            | Gamkrelidze V 5 - 1 | Ramazanov D 1 - 4    | Non disputé         | Moore V 6 - 1       | Brooks D 0 - 5      | 4e                                  |

| Athlète             | Catégorie      | 8e de finale        | Quart de finale     | Demi-finale         | Repêchage           | Finale / CB         | Rang |
| Athlète             | Catégorie      | Adversaire Résultat | Adversaire Résultat | Adversaire Résultat | Adversaire Résultat | Adversaire Résultat | Rang |
| ------------------- | -------------- | ------------------- | ------------------- | ------------------- | ------------------- | ------------------- | ---- |
| Aktenge Keunimjaeva | Moins de 50 kg | Livach D 0 - 10     | Éliminée            | Éliminée            | Éliminée            | Éliminée            | 13e  |

| Athlète            | Catégorie      | 8e de finale            | Quart de finale     | Demi-finale         | Repêchage           | Finale / CB              | Rang |
| Athlète            | Catégorie      | Adversaire Résultat     | Adversaire Résultat | Adversaire Résultat | Adversaire Résultat | Adversaire Résultat      | Rang |
| ------------------ | -------------- | ----------------------- | ------------------- | ------------------- | ------------------- | ------------------------ | ---- |
| Islomjon Bakhromov | Moins de 60 kg | Valizadeh (EOR) V 9 - 0 | Ri D 0 - 9          | Éliminé             | Éliminé             | Éliminé                  | 7e   |
| Aram Vardanyan     | Moins de 77 kg | Abdelrahman V 9 - 0     | Kusaka D 2 - 12     | Non disputé         | Ouakali V 11 - 0    | Amoyan D 5 - 6           | 4e   |
| Rustam Assakalov   | Moins de 97 kg | Mejia Castillo V 5 - 3  | Aleksanyan D 5 - 9  | Non disputé         | Kim V 8 - 2         | Rosillo Kindelan D 0 - 2 | 4e   |

### Natation
| Athlète        | Épreuve          | Séries        | Séries | Finale  | Finale  |
| Athlète        | Épreuve          | Temps         | Rang   | Temps   | Rang    |
| -------------- | ---------------- | ------------- | ------ | ------- | ------- |
| Ilia Sibirtsev | 400 m nage libre | 3 min 51 s 52 | 26e    | Éliminé | Éliminé |
| Ilia Sibirtsev | 800 m nage libre | 7 min 56 s 67 | 22e    | Éliminé | Éliminé |

| Athlète               | Épreuve          | Séries        | Séries | Finale   | Finale   |
| Athlète               | Épreuve          | Temps         | Rang   | Temps    | Rang     |
| --------------------- | ---------------- | ------------- | ------ | -------- | -------- |
| Anastasiya Zelinskaya | 400 m nage libre | 4 min 33 s 46 | 19e    | Éliminée | Éliminée |

### Pentathlon moderne
| Athlète             | Compétition | Qualifications Poule d'escrime | Qualifications Poule d'escrime | Qualifications Poule d'escrime | Demi-finale | Demi-finale | Demi-finale | Demi-finale | Demi-finale | Demi-finale | Demi-finale   | Demi-finale | Demi-finale | Demi-finale    | Demi-finale | Demi-finale | Demi-finale | Demi-finale |
| Athlète             | Compétition | Qualifications Poule d'escrime | Qualifications Poule d'escrime | Qualifications Poule d'escrime | Équitation  | Équitation  | Équitation  | Escrime     | Escrime     | Escrime     | Natation      | Natation    | Natation    | Laser-Run      | Laser-Run   | Laser-Run   | Total       | Rang        |
| Athlète             | Compétition | Victoire                       | Défaite                        | Rang                           | Temps       | Points      | Rang        | BR          | Points      | Rang        | Temps         | Points      | Rang        | Temps          | Points      | Rang        | Total       | Rang        |
| ------------------- | ----------- | ------------------------------ | ------------------------------ | ------------------------------ | ----------- | ----------- | ----------- | ----------- | ----------- | ----------- | ------------- | ----------- | ----------- | -------------- | ----------- | ----------- | ----------- | ----------- |
| Alise Fakhrutdinova | Femmes      | 19                             | 16                             | 9e                             | 58 s 48     | 293         | 9e          | 2           | 222         | 5e          | 2 min 21 s 30 | 268         | 14e         | 12 min 58 s 05 | 522         | 17e         | 1305        | 15e         |

| Athlète             | Compétition | Finale     | Finale     | Finale     | Finale   | Finale   | Finale   | Finale   | Finale   | Finale   | Finale    | Finale    | Finale    | Finale   | Finale   |          |
| Athlète             | Compétition | Équitation | Équitation | Équitation | Escrime  | Escrime  | Escrime  | Natation | Natation | Natation | Laser-Run | Laser-Run | Laser-Run | Total    | Rang     |          |
| Athlète             | Compétition | Temps      | Points     | Rang       | BR       | Points   | Rang     | Temps    | Points   | Rang     | Temps     | Points    | Rang      | Total    | Rang     |          |
| ------------------- | ----------- | ---------- | ---------- | ---------- | -------- | -------- | -------- | -------- | -------- | -------- | --------- | --------- | --------- | -------- | -------- | -------- |
| Alise Fakhrutdinova | Femmes      | Éliminée   | Éliminée   | Éliminée   | Éliminée | Éliminée | Éliminée | Éliminée | Éliminée | Éliminée | Éliminée  | Éliminée  | Éliminée  | Éliminée | Éliminée | Éliminée |

### Plongeon
| Athlète     | Compétition     | Tour préliminaire | Tour préliminaire | Demi-finale | Demi-finale | Finale  | Finale  |
| Athlète     | Compétition     | Points            | Rang              | Points      | Rang        | Points  | Rang    |
| ----------- | --------------- | ----------------- | ----------------- | ----------- | ----------- | ------- | ------- |
| Igor Myalin | Haut-vol à 10 m | 357,10            | 21e               | Éliminé     | Éliminé     | Éliminé | Éliminé |

### Taekwondo
| Athlète           | Catégorie      | 8e de finale        | Quart de finale     | Demi-finale         | Repêchage           | Finale / CB         | Rang                           |
| Athlète           | Catégorie      | Adversaire Résultat | Adversaire Résultat | Adversaire Résultat | Adversaire Résultat | Adversaire Résultat | Rang                           |
| ----------------- | -------------- | ------------------- | ------------------- | ------------------- | ------------------- | ------------------- | ------------------------------ |
| Ulugbek Rashitov  | Moins de 68 kg | Lo V 2 - 0          | Liang V 2 - 0       | Perez Polo V 2 - 0  | Exempté             | Kareem V 2 - 0      | Médaille d'or, Jeux olympiques |
| Jasurbek Jaysunov | Moins de 80 kg | Barkhordari D 1 - 2 | Éliminé             | Éliminé             | Alessio D 0 - 2     | Éliminé             | 7e                             |
| Nikita Rafalovich | Plus de 80 kg  | Salimi D 0 - 2      | Éliminé             | Éliminé             | Sansores D 1 - 2    | Éliminé             | 7e                             |

| Athlète           | Catégorie      | 8e de finale        | Quart de finale     | Demi-finale         | Repêchage           | Finale / CB         | Rang                               |
| Athlète           | Catégorie      | Adversaire Résultat | Adversaire Résultat | Adversaire Résultat | Adversaire Résultat | Adversaire Résultat | Rang                               |
| ----------------- | -------------- | ------------------- | ------------------- | ------------------- | ------------------- | ------------------- | ---------------------------------- |
| Ozoda Sobirjonova | Moins de 67 kg | Perišić D 1 - 2     | Non disputé         | Non disputé         | Tongchan V 2 - 1    | Chaari D 1 - 2      | 5e                                 |
| Svetlana Osipova  | Plus de 67 kg  | Bathily V 2 - 1     | McGowan V 2 - 0     | Lee V 2 - 0         | Exemptée            | Laurin D 0 - 2      | Médaille d'argent, Jeux olympiques |

### Tir à l'arc
| Athlète                  | Compétition | Tour préliminaire | Tour préliminaire | 32e de finale           | 16e de finale       | 8e de finale        | Quart de finale     | Demi-finale         | Finale / MB         | Rang |
| Athlète                  | Compétition | Points            | Rang              | Adversaire Résultat     | Adversaire Résultat | Adversaire Résultat | Adversaire Résultat | Adversaire Résultat | Adversaire Résultat | Rang |
| ------------------------ | ----------- | ----------------- | ----------------- | ----------------------- | ------------------- | ------------------- | ------------------- | ------------------- | ------------------- | ---- |
| Amirkhon Sadikov         | Hommes      | 674               | 13e               | Jajarabilla V 6 - 2     | Nespoli D 4 - 6     | Éliminé             | Éliminé             | Éliminé             | Éliminé             | 17e  |
| Ziyodakhon Abdusattorova | Femmes      | 649               | 34e               | Marie Horáčková D 2 - 6 | Éliminé             | Éliminé             | Éliminé             | Éliminé             | Éliminé             | 33e  |

| Athlètes                                  | Compétition | Tour préliminaire | Tour préliminaire | 8e de finale         | Quart de finale      | Demi-finale          | Finale / MB          | Rang |
| Athlètes                                  | Compétition | Points            | Rang              | Adversaires Résultat | Adversaires Résultat | Adversaires Résultat | Adversaires Résultat | Rang |
| ----------------------------------------- | ----------- | ----------------- | ----------------- | -------------------- | -------------------- | -------------------- | -------------------- | ---- |
| Amirkhon Sadikov Ziyodakhon Abdusattorova | Mixte       | 1323              | 14e               | États-Unis D 0 - 6   | Éliminés             | Éliminés             | Éliminés             | 9e   |